# Fontan (Alpes-Maritimes)
Fontan (italienisch Fontano) ist eine französische Gemeinde im Département Alpes-Maritimes in der  Region Provence-Alpes-Côte d’Azur. Sie gehört zum Arrondissement Nizza und zum Kanton Contes. Die Bewohner nennen sich Fontannais.

## Geographie
Die Gemeinde liegt in den französischen Seealpen im Tal der Roya und grenzt im Norden an Tende, im Nordosten an La Brigue und im Süden an Saorge.

## Bevölkerungsentwicklung
| Jahr      | 1962 | 1968 | 1975 | 1982 | 1990 | 1999 | 2008 | 2012 |
| --------- | ---- | ---- | ---- | ---- | ---- | ---- | ---- | ---- |
| Einwohner | 437  | 326  | 257  | 253  | 230  | 234  | 269  | 291  |

## Sehenswürdigkeiten
Siehe: Liste der Monuments historiques in Fontan (Alpes-Maritimes)

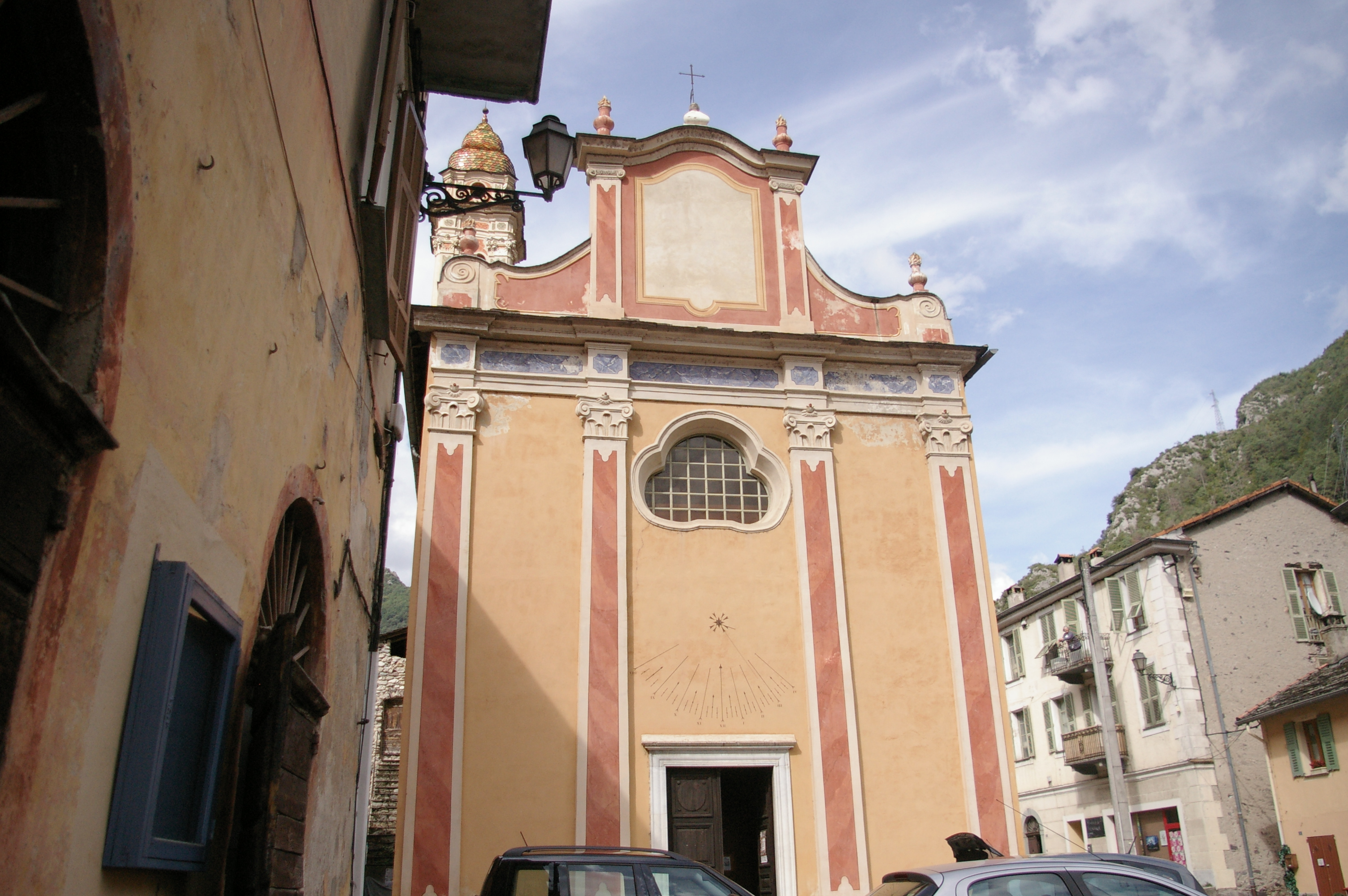
Kirche Notre-Dame-de-la-Visitation
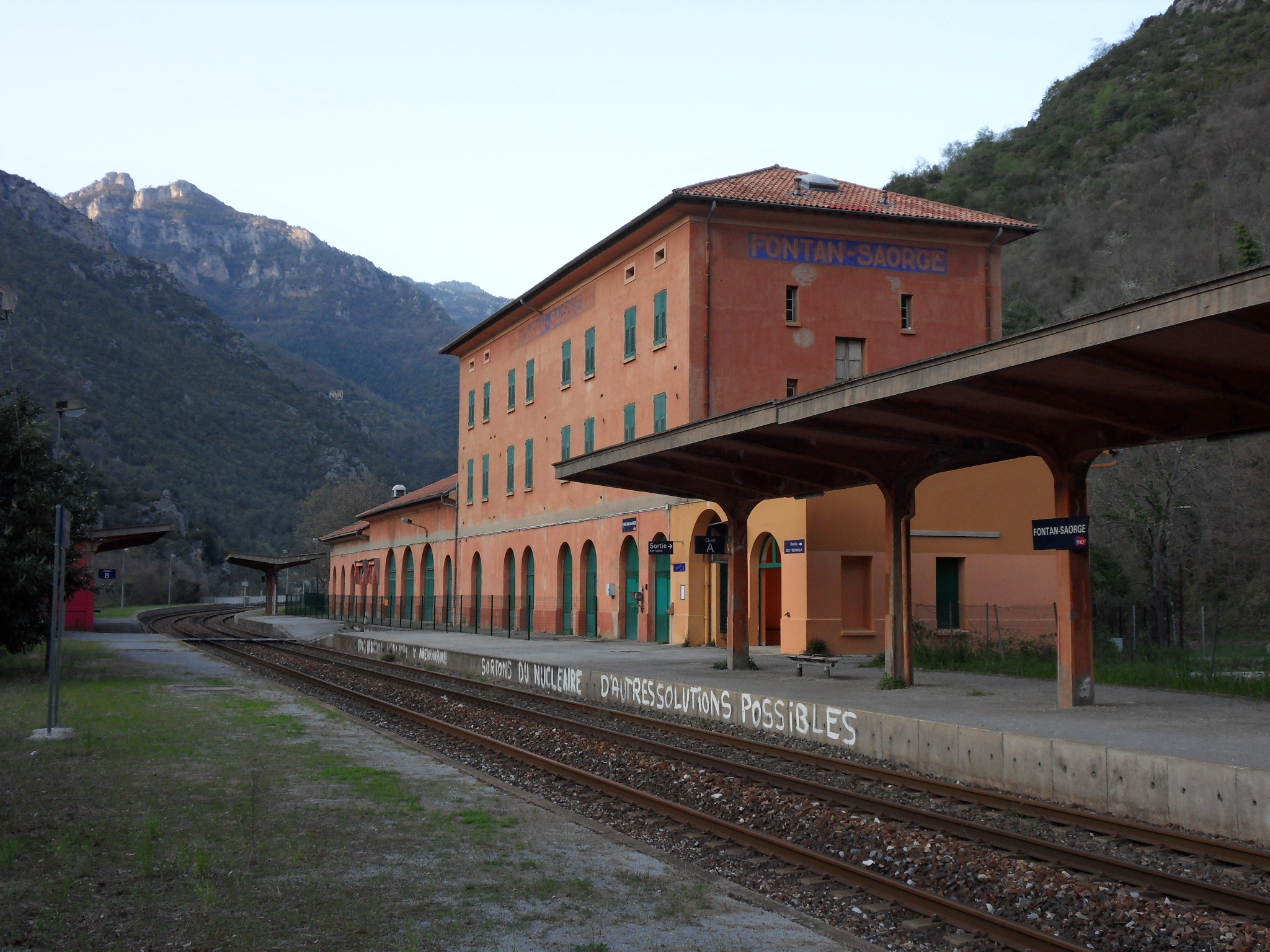
Bahnhof Fontan-Saorge an der Tendabahn